# Erythrolamprus pygmaeus
Erythrolamprus pygmaeus är en ormart som beskrevs av Cope 1868. Erythrolamprus pygmaeus ingår i släktet Liophis och familjen snokar. Inga underarter finns listade i Catalogue of Life.
Denna orm förekommer i Amazonområdet i norra Brasilien och i angränsande regioner av Venezuela, Colombia, Ecuador och Peru. Arten lever i låglandet och i kulliga områden upp till 200 meter över havet. Den vistas i regnskogar och i andra fuktiga skogar. Erythrolamprus pygmaeus hittas ofta nära vattenansamlingar och gömd i lövskiktet. Honor lägger ägg.
Ett ungdjur som troligtvis tillhör samma art blev redan 1863 beskriven med namnet Liophis leucogaster. För exemplaret registrerades ingen fyndplats och det är inte helt utrett och ungdjuret verkligen kan räknas till samma art. Därför valdes namnet Liophis pygmaeus från en senare beskrivning. Dessutom flyttades arten till släktet Erythrolamprus.
För beståndet är inga hot kända. Hela populationen antas vara stor. IUCN listar den som livskraftig (LC).